# Bridgeport Islanders
Bridgeport Islanders är ett amerikanskt ishockeylag som spelar i AHL. Klubben är för närvarande farmarlag till NHL-klubben New York Islanders.
Mellan 2001 och 2021 hette de Bridgeport Sound Tigers.